# أكيرا كينوشيتا
أكيرا كينوشيتا (باليابانية: 木之下晃؛ بالكانا: きのした あきら) هو مصور ياباني، ولد في 16 يوليو 1936 في سوا في اليابان، وتوفي في 12 يناير 2015.

## وصلات خارجية
- أكيرا كينوشيتا على موقع ميوزك برينز (الإنجليزية)